# 마크 투안의 음반 내용과 참여 목록
다음은 대한민국의 보이 그룹 GOT7의 멤버이자, 솔로 가수 마크 투안 (Mark Tuan)이 작사, 작곡 및 프로듀싱에 참여한 목록이다.

## 음반 참여

### 마크 투안 (Mark Tuan)
| 연도 | 발매일     | 앨범명             | Artist                | 곡명              | 비고                                                                                             |
| ---- | ---------- | ------------------ | --------------------- | ----------------- | ------------------------------------------------------------------------------------------------ |
| 2025 | 2025.08.15 | 《hold still》     | 마크 투안 (Mark Tuan) | 〈hold still〉    | - Written by 마크 투안 (Mark Tuan), Jack Omstead, Nick Vyner                                     |
| 2022 | 2022.08.26 | 《the other side》 | 마크 투안 (Mark Tuan) | 〈Running Away〉  | - 작사, 작곡 : 마크 투안 (Mark Tuan), lilspirit, Niccolo Justin Short                            |
| 2022 | 2022.08.26 | 《the other side》 | 마크 투안 (Mark Tuan) | 〈no tears〉      | - 작사, 작곡 : 마크 투안 (Mark Tuan), lilspirit, Niccolo Justin Short                            |
| 2022 | 2022.08.26 | 《the other side》 | 마크 투안 (Mark Tuan) | 〈imysm〉         | - 작사, 작곡 : 마크 투안 (Mark Tuan), lilspirit, Niccolo Justin Short                            |
| 2022 | 2022.08.26 | 《the other side》 | 마크 투안 (Mark Tuan) | 〈change up〉     | - 작사, 작곡 : 마크 투안 (Mark Tuan), Wesley Feng, Jerry Lang, Adam Korbesmeyer                  |
| 2022 | 2022.08.26 | 《the other side》 | 마크 투안 (Mark Tuan) | 〈my name〉       | - 작사, 작곡 : 마크 투안 (Mark Tuan), Anthony Russo, Pink Slip, Rob Nelson                       |
| 2022 | 2022.08.26 | 《the other side》 | 마크 투안 (Mark Tuan) | 〈at my low〉     | - 작사, 작곡 : 마크 투안 (Mark Tuan), lilspirit                                                  |
| 2022 | 2022.08.26 | 《the other side》 | 마크 투안 (Mark Tuan) | 〈lonely〉        | - 작사, 작곡 : lilspirit, Matty Michna, 마크 투안 (Mark Tuan)                                    |
| 2022 | 2022.08.26 | 《the other side》 | 마크 투안 (Mark Tuan) | 〈O2 faces〉      | - 작사, 작곡 : 마크 투안 (Mark Tuan), Wesley Feng, Jerry Lang, Adam Korbesmeyer                  |
| 2022 | 2022.08.26 | 《the other side》 | 마크 투안 (Mark Tuan) | 〈only human〉    | - 작사, 작곡 : 마크 투안 (Mark Tuan), lilspirit                                                  |
| 2022 | 2022.08.26 | 《the other side》 | 마크 투안 (Mark Tuan) | 〈my life〉       | - 작사, 작곡 : lilspirit, 마크 투안 (Mark Tuan), OVRCZ                                           |
| 2022 | 2022.08.26 | 《the other side》 | 마크 투안 (Mark Tuan) | 〈exhausted〉     | - 작사, 작곡 : 마크 투안 (Mark Tuan), Niccolo Justin Short, lilspirit                            |
| 2022 | 2022.08.26 | 《the other side》 | 마크 투안 (Mark Tuan) | 〈save me〉       | - 작사, 작곡 : 마크 투안 (Mark Tuan), lilspirit                                                  |
| 2022 | 2022.08.26 | 《the other side》 | 마크 투안 (Mark Tuan) | 〈let u go〉      | - 작사, 작곡 : 마크 투안 (Mark Tuan), lilspirit, Niccolo Justin Short                            |
| 2022 | 2022.08.26 | 《the other side》 | 마크 투안 (Mark Tuan) | 〈last breath〉   | - 작사, 작곡 : 마크 투안 (Mark Tuan), lilspirit, OVRCZ                                           |
| 2022 | 2022.08.26 | 《the other side》 | 마크 투안 (Mark Tuan) | 〈hard 2 love〉   | - 작사, 작곡 : 마크 투안 (Mark Tuan), lilspirit                                                  |
| 2022 | 2022.08.26 | 《the other side》 | 마크 투안 (Mark Tuan) | 〈broken〉        | - 작사, 작곡 : 마크 투안 (Mark Tuan), lilspirit, Niccolo Justin Short                            |
| 2022 | 2022.08.26 | 《the other side》 | 마크 투안 (Mark Tuan) | 〈selfish〉       | - 작사, 작곡 : 마크 투안 (Mark Tuan), lilspirit                                                  |
| 2022 | 2022.08.26 | 《the other side》 | 마크 투안 (Mark Tuan) | 〈more〉          | - 작사, 작곡 : 마크 투안 (Mark Tuan), Colin Mags, David Wilson                                   |
| 2022 | 2022.08.26 | 《the other side》 | 마크 투안 (Mark Tuan) | 〈far away〉      | - 작사, 작곡 : 마크 투안 (Mark Tuan), lilspirit                                                  |
| 2020 | 2020.01.11 | 《OUTTA MY HEAD》  | 마크 투안 (Mark Tuan) | 〈OUTTA MY HEAD〉 | - 작사 : 마크 투안 (Mark Tuan), DISTRACT - 작곡 : 마크 투안 (Mark Tuan), DISTRACT, SECRET WEAPON |

### GOT7
한국
| 연도 | 발매일     | 앨범명                          | Artist | GOT7                                  | 곡명                                                            | 비고 |
| ---- | ---------- | ------------------------------- | ------ | ------------------------------------- | --------------------------------------------------------------- | --- |
| 2025 | 2025.01.20 | 《WINTER_HEPTAGON》             | GOT7   | 마크 투안 (Mark Tuan)                 | 〈OUT THE DOOR〉                                                | - 작사 : 마크 투안 (Mark Tuan), Wesley Feng, Fletcher Milloy, Geoffrey Black, Timothy Tandiyo - 작곡 : 마크 투안 (Mark Tuan), Wesley Feng, Fletcher Milloy, Timothy Tandiyo, Geoffrey Black - 편곡 : 마크 투안 (Mark Tuan), Timothy Tandiyo, Geoffrey Black, Wesley Feng, Fletcher Milloy |
| 2025 | 2025.01.20 | 《WINTER_HEPTAGON》             | GOT7   | GOT7                                  | 〈우리가 할 수 있는 말은.〉                                     | - 작사 : GOT7 |
| 2020 | 2020.11.30 | 《Breath of Love : Last Piece》 | GOT7   | 마크 투안 (Mark Tuan)                 | 〈Born Ready〉                                                  | - 작사 : 마크 투안 (Mark Tuan), earattack - 작곡 : 마크 투안 (Mark Tuan), earattack |
| 2020 | 2020.04.20 | 《DYE》                         | GOT7   | 마크 투안 (Mark Tuan) 뱀뱀 잭슨       | 〈God has return + Mañana〉 - 마크 투안 (Mark Tuan), 뱀뱀, 잭슨 | - 작사 : 마크 투안 (Mark Tuan), 뱀뱀, 잭슨 (Jackson Wang) - 작곡 : 뱀뱀, FRANTS - 공표일자 : 2019.06.15 GOT7 2019 WORLD TOUR 'KEEP SPINNING' IN SEOUL |
| 2018 | 2018.12.03 | 《Present : YOU & ME Edition》  | GOT7   | 마크 투안 (Mark Tuan) 진영            | 〈Higher〉 - 마크 투안 (Mark Tuan), 진영                        | - 작사 : 마크 투안 (Mark Tuan), 진영 - 작곡 : 진영, Distract, Secret Weapon - 공표일자 : 2016.04.29 GOT7 1ST CONCERT FLY IN SEOUL |
| 2018 | 2018.12.03 | 《Present : YOU & ME Edition》  | GOT7   | JAY B 마크 투안 (Mark Tuan) 영재      | 〈Think About It〉 - JAY B, 마크 투안 (Mark Tuan), 영재         | - 작사 : Def., 마크 투안 (Mark Tuan), Ars - 작곡 : Def., 마크 투안 (Mark Tuan), Ars, Mirror Boy(220VOLT), 이상철 - 2018.05.04 GOT7 2018 WORLD TOUR 'EYES ON YOU' |
| 2018 | 2018.09.17 | 《Present : YOU》               | GOT7   | 마크 투안 (Mark Tuan) 잭슨            | 〈OMW (Feat. 잭슨)〉 - 마크 투안 (Mark Tuan) Solo               | - 작사 : 마크 투안 (Mark Tuan), 잭슨 (Jackson Wang), BOYTOY, Wizil - 작곡 : 마크 투안 (Mark Tuan), 잭슨 (Jackson Wang), BOYTOY - 편곡 : 잭슨 (Jackson Wang), BOYTOY |
| 2017 | 2017.10.10 | 《7 for 7》                     | GOT7   | 마크 투안 (Mark Tuan) 잭슨 뱀뱀       | 〈Face〉                                                        | - 작사 :마크 투안 (Mark Tuan), 잭슨 (Jackson Wang), 뱀뱀, 이우민, Mayu Wakisaka - 랩 메이킹 : 마크 투안 (Mark Tuan), 잭슨 (Jackson Wang), 뱀뱀 |
| 2017 | 2017.03.13 | 《FLIGHT LOG : ARRIVAL》        | GOT7   | 잭슨 JAY B 마크 투안 (Mark Tuan) 뱀뱀 | 〈Shopping Mall〉                                               | - 작사 : 잭슨 (Jackson Wang), Def., 마크 투안 (Mark Tuan), 뱀뱀, earattack - 작곡 : 잭슨 (Jackson Wang), earattack, 5$ |
| 2017 | 2017.03.13 | 《FLIGHT LOG : ARRIVAL》        | GOT7   | JAY B 마크 투안 (Mark Tuan) 뱀뱀 잭슨 | 〈Go Higher〉                                                   | - 작사 : Def., 마크 투안 (Mark Tuan), 뱀뱀, 잭슨 (Jackson Wang), earattack - 작곡 : Def., earattack, 5$ |
| 2016 | 2016.09.27 | 《FLIGHT LOG : TURBULENCE》     | GOT7   | 유겸 마크 투안 (Mark Tuan) 뱀뱀 잭슨  | 〈노잼〉                                                        | - 작사 : 유겸, 마크 투안 (Mark Tuan), 뱀뱀, 잭슨 (Jackson Wang), Frants - 작곡 : 유겸, 마크 투안 (Mark Tuan), Frants |
| 2016 | 2016.09.27 | 《FLIGHT LOG : TURBULENCE》     | GOT7   | 마크                                  | 〈My Home〉                                                     | - 작사 : 마크 투안 (Mark Tuan), earattack - 작곡 : 마크 투안 (Mark Tuan), earattack, 리시 |
| 2016 | 2016.09.27 | 《FLIGHT LOG : TURBULENCE》     | GOT7   | 뱀뱀 마크 투안 (Mark Tuan)            | 〈만약에〉                                                      | - 작사 : 뱀뱀, 마크 투안 (Mark Tuan), Primeboi |
| 2016 | 2016.09.27 | 《FLIGHT LOG : TURBULENCE》     | GOT7   | 영재 마크 투안 (Mark Tuan) 잭슨       | 〈아파〉                                                        | - 작사 : Ars - 랩 메이킹 : 마크 투안 (Mark Tuan), 잭슨 (Jackson Wang) |
| 2016 | 2016.09.27 | 《FLIGHT LOG : TURBULENCE》     | GOT7   | 마크                                  | 〈Let Me〉                                                      | - 작사 : 마크 투안 (Mark Tuan), earattack, 유근 - 작곡 : 마크 투안 (Mark Tuan), earattack, 리시 |
| 2016 | 2016.03.21 | 《FLIGHT LOG : DEPARTURE》      | GOT7   | 진영 마크 투안 (Mark Tuan)            | 〈못하겠어〉                                                    | - 작사 : 진영 - 랩 메이킹 : 진영, 마크 투안 (Mark Tuan) - 작곡 : 진영, Secret Weapon, Distract |
| 2016 | 2016.03.21 | 《FLIGHT LOG : DEPARTURE》      | GOT7   | 유겸 마크 투안 (Mark Tuan) 뱀뱀       | 〈빛이나〉                                                      | - 작사 : 유겸, 마크 투안 (Mark Tuan), Frants - 랩 메이킹 : 마크 투안 (Mark Tuan), 뱀뱀 - 작곡 : 유겸, 마크 투안 (Mark Tuan), Frants |
| 2015 | 2015.09.29 | 《MAD》                         | GOT7   | 마크 투안 (Mark Tuan) 잭슨            | 〈느낌이 좋아〉                                                 | - 랩 메이킹 : 마크 투안 (Mark Tuan), 잭슨 (Jackson Wang) |
| 2015 | 2015.09.29 | 《MAD》                         | GOT7   | 마크 투안 (Mark Tuan) 잭슨            | 〈GOOD〉                                                        | - 랩 메이킹 : 마크 투안 (Mark Tuan), 잭슨 (Jackson Wang) |
| 2015 | 2015.07.13 | 《Just Right》                  | GOT7   | 마크 투안 (Mark Tuan) 잭슨            | 〈Back To Me〉                                                  | - 랩 메이킹 : 마크 투안 (Mark Tuan), 잭슨 (Jackson Wang) |

일본
| 연도 | 발매일     | 앨범명                                                | Artist | GOT7                            | 곡명                                           | 비고 |
| ---- | ---------- | ----------------------------------------------------- | ------ | ------------------------------- | ---------------------------------------------- | --- |
| 2019 | 2019.01.30 | 《I WON'T LET YOU GO (마크 투안 (Mark Tuan) & 뱀뱀)》 | GOT7   | 마크 투안 (Mark Tuan) 뱀뱀      | 〈COLD〉 - 마크 투안 (Mark Tuan), 뱀뱀         | - 작사 : 뱀뱀, SIMON - 작곡 : 뱀뱀, FRANTS                                                                                               |
| 2018 | 2018.06.20 | 《THE New Era (마크 투안 (Mark Tuan) & 진영 & 유겸)》 | GOT7   | 마크 투안 (Mark Tuan) 진영 유겸 | 〈2(TWO)〉 - 마크 투안 (Mark Tuan), 진영, 유겸 | - 작사 : 마크 투안 (Mark Tuan), 진영, 유겸, Distract, Samuelle Soung - 작곡 : 마크 투안 (Mark Tuan), 진영, 유겸, Distract, Secret Weapon |
| 2017 | 2017.11.15 | 《TURN UP (JAY B & 마크 투안 (Mark Tuan))》           | GOT7   | JAY B 마크 투안 (Mark Tuan)     | 〈WHY〉 - JAY B, 마크 투안 (Mark Tuan)         | - 작사 : Def., Mailo, Yuhki Shirai - 작곡 : Def., 220, Royal Dive                                                                        |

## 음반 내용

### 마크 투안 (Mark Tuan)

#### 《Last Breath》 (2021)
| 2021 | 2021.11.12 | Artist      | 마크 투안 (Mark Tuan) |                 |                 |                 |                 |
| 2021 | 2021.11.12 | 앨범명      | 《Last Breath》 | 《Last Breath》 | 《Last Breath》 | 《Last Breath》 | 《Last Breath》 |
| 2021 | 2021.11.12 | 앨범 내용   | - 이번 싱글은 마크 투안 (Mark Tuan)이 지난 10년동안 떨어져 있던 고향 Los Angeles를 추억하며 자신의 감정을 표현하는 소중한 작품이라고 합니다. 마크 투안 (Mark Tuan)의 더욱 성숙해진 모습이 담겨있는 MV와 함께 같이 즐겨요!                                                     |                 |                 |                 |                 |
| 2021 | 2021.11.12 | 타이틀곡    | 〈Last Breath〉 |                 |                 |                 |                 |
| 2021 | 2021.11.12 | 타이틀곡    | - 〈Last Breath〉는 제가 정말 얘기하고 싶은 내용이 담은 노래입니다. 평소 말로는 표현하지 못한 저의 감정들을 이번 곡을 통해 솔직하게 표현 할 수 있기에 개인적으로 매우 특별한 곡입니다. 모든 사람이 다 같이 공감하고 편하게 들을 수 있길 바라며 가사 역시 쉽게 표현해봤습니다. |                 |                 |                 |                 |
| 2021 | 2021.11.12 | 뮤직 비디오 | - 〈Last Breath〉 뮤직비디오를 촬영할 때 너무 행복했어요. 매일매일 새로운 영감이 떠올랐고, 보여드리고 싶은 모습이 너무 많아 그 모든 모습을 담을 수 있을지 걱정했는데 완성된 영상을 보니 그 모든 내용이 담겨있어서 팬 여러분에게 어서 선 보일 수 있었으면 좋겠습니다!          |                 |                 |                 |                 |
| 2021 | 2021.11.12 | 매거진      | - Mark Tuan (GOT7) 싱글 《Last Breath》와 함께하는 인터뷰! (지니뮤직) - 다시 돌아온 갓세븐 Mark Tuan의 오늘 공개된 싱글, 《Last Breath》 (멜론) |                 |                 |                 |                 |
| 2021 | 2021.11.12 | 인터뷰      | - 마크 투안 (Mark Tuan) - 《Last Breath》 발매 인사 영상 (지니뮤직) - 《Last Breath》로 돌아온 Mark Tuan (GOT7) 멜론 인사 영상 (멜론) - Mark Tuan (GOT7) 《Last Breath》 발매 인터뷰 (SPACE SHOWER MUSIC)                                                                     |                 |                 |                 |                 |

### GOT7

#### 한국
| 2021 | Artist                                                               | GOT7                                                                 | GOT7                                                                 | GOT7                                                                 | GOT7                                                                 | GOT7 | | | |
| 2021 | 앨범 내용                                                            | 《Encore》                                                           | 《Encore》                                                           | 《Encore》                                                           | 《Encore》                                                           | 《Encore》 | | | |
| 2021 | 발매일                                                               | 2021.02.20                                                           | 2021.02.20                                                           | 2021.02.20                                                           | 2021.02.20                                                           | 2021.02.20 | | | |
| 2021 | 〈앙코르 (Encore)〉                                                  | 〈앙코르 (Encore)〉                                                  | 〈앙코르 (Encore)〉                                                  | 〈앙코르 (Encore)〉                                                  | 〈앙코르 (Encore)〉                                                  | - 〈앙코르 (Encore)〉는 진영이 작사・작곡・보컬 디렉터까지 참여한 곡으로 GOT7이 항상 함께 해주는 팬들 I GOT7 (아가새)에게 전하고 싶은 메시지가 담긴 곡. 제목처럼 팬 분들을 위해 계속해서 노래하고 싶다는 의미를 가진 노래이다. | - 〈앙코르 (Encore)〉는 진영이 작사・작곡・보컬 디렉터까지 참여한 곡으로 GOT7이 항상 함께 해주는 팬들 I GOT7 (아가새)에게 전하고 싶은 메시지가 담긴 곡. 제목처럼 팬 분들을 위해 계속해서 노래하고 싶다는 의미를 가진 노래이다. | - 〈앙코르 (Encore)〉는 진영이 작사・작곡・보컬 디렉터까지 참여한 곡으로 GOT7이 항상 함께 해주는 팬들 I GOT7 (아가새)에게 전하고 싶은 메시지가 담긴 곡. 제목처럼 팬 분들을 위해 계속해서 노래하고 싶다는 의미를 가진 노래이다. | - 〈앙코르 (Encore)〉는 진영이 작사・작곡・보컬 디렉터까지 참여한 곡으로 GOT7이 항상 함께 해주는 팬들 I GOT7 (아가새)에게 전하고 싶은 메시지가 담긴 곡. 제목처럼 팬 분들을 위해 계속해서 노래하고 싶다는 의미를 가진 노래이다. |
| 2021 | 〈앙코르 (Encore)〉                                                  | 〈앙코르 (Encore)〉                                                  | 〈앙코르 (Encore)〉                                                  | 〈앙코르 (Encore)〉                                                  | 〈앙코르 (Encore)〉                                                  | - 〈앙코르 (Encore)〉의 뮤직 비디오는 GOT7 일곱 명이 모여 앨범 녹음 레코딩과 함께 즐거운 시간을 보내면서 I GOT7 (아가새)을 위한 Encore을 계속해 나가겠다는 내용 - 〈앙코르 (Encore)〉 뮤직 비디오 참여진 - Executive Producer (총괄 프로듀서) : 마크 투안 (Mark Tuan) - Creative Director : @willgyc - Directed/Edited By : @mamesjao - Produced By : @core.a.creative - Cover by yours truly - 〈앙코르 (Encore)〉 녹음・레코딩 - 잭슨 (Jackson Wang)의 작업실 - 〈앙코르 (Encore)〉 발매 - 〈앙코르 (Encore)〉는 GOT7이 JYP 엔터테인먼트와의 전속계약 종료 후, 재계약 체결 없이 발매한 디지털 싱글로 JAY B가 총대를 메고 새로운 음반사와 전 과정에 직접 다 참여해 여러 가지 서류를 정리해서 발매했다. JAY B는 싱글 발매에 필요한 여러 가지 서류와 그 외의 실무적인 것들을 공부해가며 정리하면서 체력적으로는 힘들었지만, 많이 배울 수 있는 기회였다고 한다. | | | |
| 2020 | Artist                                                               | GOT7                                                                 | GOT7                                                                 | GOT7                                                                 | GOT7                                                                 | GOT7 | | | |
| 2020 | 앨범 내용                                                            | 《Breath of Love : Last Piece》                                      | 《Breath of Love : Last Piece》                                      | 《Breath of Love : Last Piece》                                      | 《Breath of Love : Last Piece》                                      | 《Breath of Love : Last Piece》 | | | |
| 2020 | 발매일                                                               | 2020.11.30                                                           | 2020.11.30                                                           | 2020.11.30                                                           | 2020.11.30                                                           | 2020.11.30 | | | |
| 2020 | 〈Born Ready〉                                                       | 〈Born Ready〉                                                       | 〈Born Ready〉                                                       | 〈Born Ready〉                                                       | 〈Born Ready〉                                                       | - 마크 (Mark Tuan)가 작사, 작곡한 곡으로 너를 위한 모든 것은 태어날 때부터 이미 준비되어 있었다는 패기 넘치는 메시지를 던진다. 펑키한 비트를 시작으로 감성적인 R&B 분위기, 절정으로 치달은 강렬한 멜로디까지 사랑의 감정을 다이내믹하게 풀어냈다. 롤러코스터 같은 느낌을 느낄 수 있는 곡으로 내려갔다가 좀 느린 부분도 있고 갑자기 신나는 퍼포먼스를 생각하면서 만든 곡으로 GOT7 일곱 멤버들의 랩을 들을 수 있다. | - 마크 (Mark Tuan)가 작사, 작곡한 곡으로 너를 위한 모든 것은 태어날 때부터 이미 준비되어 있었다는 패기 넘치는 메시지를 던진다. 펑키한 비트를 시작으로 감성적인 R&B 분위기, 절정으로 치달은 강렬한 멜로디까지 사랑의 감정을 다이내믹하게 풀어냈다. 롤러코스터 같은 느낌을 느낄 수 있는 곡으로 내려갔다가 좀 느린 부분도 있고 갑자기 신나는 퍼포먼스를 생각하면서 만든 곡으로 GOT7 일곱 멤버들의 랩을 들을 수 있다.                                                 | - 마크 (Mark Tuan)가 작사, 작곡한 곡으로 너를 위한 모든 것은 태어날 때부터 이미 준비되어 있었다는 패기 넘치는 메시지를 던진다. 펑키한 비트를 시작으로 감성적인 R&B 분위기, 절정으로 치달은 강렬한 멜로디까지 사랑의 감정을 다이내믹하게 풀어냈다. 롤러코스터 같은 느낌을 느낄 수 있는 곡으로 내려갔다가 좀 느린 부분도 있고 갑자기 신나는 퍼포먼스를 생각하면서 만든 곡으로 GOT7 일곱 멤버들의 랩을 들을 수 있다.                                                 | - 마크 (Mark Tuan)가 작사, 작곡한 곡으로 너를 위한 모든 것은 태어날 때부터 이미 준비되어 있었다는 패기 넘치는 메시지를 던진다. 펑키한 비트를 시작으로 감성적인 R&B 분위기, 절정으로 치달은 강렬한 멜로디까지 사랑의 감정을 다이내믹하게 풀어냈다. 롤러코스터 같은 느낌을 느낄 수 있는 곡으로 내려갔다가 좀 느린 부분도 있고 갑자기 신나는 퍼포먼스를 생각하면서 만든 곡으로 GOT7 일곱 멤버들의 랩을 들을 수 있다.                                                 |
| 2020 | Artist                                                               | GOT7                                                                 | GOT7                                                                 | GOT7                                                                 | GOT7                                                                 | GOT7 | | | |
| 2020 | 앨범 내용                                                            | 《DYE》                                                              | 《DYE》                                                              | 《DYE》                                                              | 《DYE》                                                              | 《DYE》 | | | |
| 2020 | 발매일                                                               | 2020.04.20                                                           | 2020.04.20                                                           | 2020.04.20                                                           | 2020.04.20                                                           | 2020.04.20 | | | |
| 2020 | 〈God has return + Mańana (CD Only)〉 - 마크 (Mark Tuan), 잭슨, 뱀뱀 | 〈God has return + Mańana (CD Only)〉 - 마크 (Mark Tuan), 잭슨, 뱀뱀 | 〈God has return + Mańana (CD Only)〉 - 마크 (Mark Tuan), 잭슨, 뱀뱀 | 〈God has return + Mańana (CD Only)〉 - 마크 (Mark Tuan), 잭슨, 뱀뱀 | 〈God has return + Mańana (CD Only)〉 - 마크 (Mark Tuan), 잭슨, 뱀뱀 | - 마크 (Mark Tuan), 잭슨, 뱀뱀이 작사, 작곡에 참여한 유닛 곡. God has return(INTRO) + Mańana(스페인어로 내일이란 뜻)은 GOT7이 월드투어 처음으로 남미를 가게 되어 팬분들을 위해 스페인어 같은 분위기의 노래를 만들고 싶어서 마크 (Mark Tuan), 잭슨, 뱀뱀이 만든 곡 | - 마크 (Mark Tuan), 잭슨, 뱀뱀이 작사, 작곡에 참여한 유닛 곡. God has return(INTRO) + Mańana(스페인어로 내일이란 뜻)은 GOT7이 월드투어 처음으로 남미를 가게 되어 팬분들을 위해 스페인어 같은 분위기의 노래를 만들고 싶어서 마크 (Mark Tuan), 잭슨, 뱀뱀이 만든 곡 | - 마크 (Mark Tuan), 잭슨, 뱀뱀이 작사, 작곡에 참여한 유닛 곡. God has return(INTRO) + Mańana(스페인어로 내일이란 뜻)은 GOT7이 월드투어 처음으로 남미를 가게 되어 팬분들을 위해 스페인어 같은 분위기의 노래를 만들고 싶어서 마크 (Mark Tuan), 잭슨, 뱀뱀이 만든 곡 | - 마크 (Mark Tuan), 잭슨, 뱀뱀이 작사, 작곡에 참여한 유닛 곡. God has return(INTRO) + Mańana(스페인어로 내일이란 뜻)은 GOT7이 월드투어 처음으로 남미를 가게 되어 팬분들을 위해 스페인어 같은 분위기의 노래를 만들고 싶어서 마크 (Mark Tuan), 잭슨, 뱀뱀이 만든 곡 |
| 2018 | Artist                                                               | GOT7                                                                 | GOT7                                                                 | GOT7                                                                 | GOT7                                                                 | GOT7 | | | |
| 2018 | 앨범 내용                                                            | 《Present : YOU & ME Edition》                                       | 《Present : YOU & ME Edition》                                       | 《Present : YOU & ME Edition》                                       | 《Present : YOU & ME Edition》                                       | 《Present : YOU & ME Edition》 | | | |
| 2018 | 발매일                                                               | 2018.12.03                                                           | 2018.12.03                                                           | 2018.12.03                                                           | 2018.12.03                                                           | 2018.12.03 | | | |
| 2018 | 〈Higher〉 - 마크 (Mark Tuan), 진영                                  | 〈Higher〉 - 마크 (Mark Tuan), 진영                                  | 〈Higher〉 - 마크 (Mark Tuan), 진영                                  | 〈Higher〉 - 마크 (Mark Tuan), 진영                                  | 〈Higher〉 - 마크 (Mark Tuan), 진영                                  | - 마크 (Mark Tuan)와 진영이 작사, 작곡에 참여한 유닛곡. '날 더 높이 올려줘’라는 메시지의 신나는 댄스곡이다. | - 마크 (Mark Tuan)와 진영이 작사, 작곡에 참여한 유닛곡. '날 더 높이 올려줘’라는 메시지의 신나는 댄스곡이다. | - 마크 (Mark Tuan)와 진영이 작사, 작곡에 참여한 유닛곡. '날 더 높이 올려줘’라는 메시지의 신나는 댄스곡이다. | - 마크 (Mark Tuan)와 진영이 작사, 작곡에 참여한 유닛곡. '날 더 높이 올려줘’라는 메시지의 신나는 댄스곡이다. |
| 2018 | 〈Think About It〉 - JAY B, 마크 (Mark Tuan), 영재                   | 〈Think About It〉 - JAY B, 마크 (Mark Tuan), 영재                   | 〈Think About It〉 - JAY B, 마크 (Mark Tuan), 영재                   | 〈Think About It〉 - JAY B, 마크 (Mark Tuan), 영재                   | 〈Think About It〉 - JAY B, 마크 (Mark Tuan), 영재                   | - JAY B, 마크 (Mark Tuan), 영재가 작사, 작곡에 참여한 유닛곡. - 영재가 유닛곡 주제를 몽환적이고, 어두운 분위기로 아이디어 낸 곡으로 '네가 했던 행동을 생각하고 돌이켜봐. 서로 배려하지 못해서 깨져버렸다. 이제 널 잊고싶어 나도 나답게 살래'라는 힘들고 어려운 상황을 이겨내겠다는 의지를 담은 JAY B, 마크 (Mark Tuan), 영재의 유닛곡. | - JAY B, 마크 (Mark Tuan), 영재가 작사, 작곡에 참여한 유닛곡. - 영재가 유닛곡 주제를 몽환적이고, 어두운 분위기로 아이디어 낸 곡으로 '네가 했던 행동을 생각하고 돌이켜봐. 서로 배려하지 못해서 깨져버렸다. 이제 널 잊고싶어 나도 나답게 살래'라는 힘들고 어려운 상황을 이겨내겠다는 의지를 담은 JAY B, 마크 (Mark Tuan), 영재의 유닛곡. | - JAY B, 마크 (Mark Tuan), 영재가 작사, 작곡에 참여한 유닛곡. - 영재가 유닛곡 주제를 몽환적이고, 어두운 분위기로 아이디어 낸 곡으로 '네가 했던 행동을 생각하고 돌이켜봐. 서로 배려하지 못해서 깨져버렸다. 이제 널 잊고싶어 나도 나답게 살래'라는 힘들고 어려운 상황을 이겨내겠다는 의지를 담은 JAY B, 마크 (Mark Tuan), 영재의 유닛곡. | - JAY B, 마크 (Mark Tuan), 영재가 작사, 작곡에 참여한 유닛곡. - 영재가 유닛곡 주제를 몽환적이고, 어두운 분위기로 아이디어 낸 곡으로 '네가 했던 행동을 생각하고 돌이켜봐. 서로 배려하지 못해서 깨져버렸다. 이제 널 잊고싶어 나도 나답게 살래'라는 힘들고 어려운 상황을 이겨내겠다는 의지를 담은 JAY B, 마크 (Mark Tuan), 영재의 유닛곡. |
| 2018 | Artist                                                               | GOT7                                                                 | GOT7                                                                 | GOT7                                                                 | GOT7                                                                 | GOT7 | | | |
| 2018 | 앨범 내용                                                            | 《Present : YOU》                                                    | 《Present : YOU》                                                    | 《Present : YOU》                                                    | 《Present : YOU》                                                    | 《Present : YOU》 | | | |
| 2018 | 발매일                                                               | 2018.09.17                                                           | 2018.09.17                                                           | 2018.09.17                                                           | 2018.09.17                                                           | 2018.09.17 | | | |
| 2018 | 〈OMW〉 (Feat. 잭슨) - 마크 (Mark Tuan) Solo                         | 〈OMW〉 (Feat. 잭슨) - 마크 (Mark Tuan) Solo                         | 〈OMW〉 (Feat. 잭슨) - 마크 (Mark Tuan) Solo                         | 〈OMW〉 (Feat. 잭슨) - 마크 (Mark Tuan) Solo                         | 〈OMW〉 (Feat. 잭슨) - 마크 (Mark Tuan) Solo                         | - 마크 (Mark Tuan)가 작사, 작곡에 참여한 마크 (Mark Tuan) 솔로곡. 〈OMW〉는 '나아가고 있다(on my way)'라는 의미로, '꿈과 성공을 향해 멈추지 않겠다'는 메시지를 전한다. 마크 (Mark Tuan)는 평소 잭슨과 같이 노래 만들자라는 얘기를 자주 했었고 이번 앨범에 솔로곡이 들어간다고 해서 마크가 하고 싶은 곡 느낌을 잭슨한테 얘기해서 트랙을 받고 마크 (Mark Tuan)가 만든 곡이다. 또한 마크 (Mark Tuan)가 혼자 부르면 조금 심플한 것 같아서 잭슨한테 피처링을 제안했다. | - 마크 (Mark Tuan)가 작사, 작곡에 참여한 마크 (Mark Tuan) 솔로곡. 〈OMW〉는 '나아가고 있다(on my way)'라는 의미로, '꿈과 성공을 향해 멈추지 않겠다'는 메시지를 전한다. 마크 (Mark Tuan)는 평소 잭슨과 같이 노래 만들자라는 얘기를 자주 했었고 이번 앨범에 솔로곡이 들어간다고 해서 마크가 하고 싶은 곡 느낌을 잭슨한테 얘기해서 트랙을 받고 마크 (Mark Tuan)가 만든 곡이다. 또한 마크 (Mark Tuan)가 혼자 부르면 조금 심플한 것 같아서 잭슨한테 피처링을 제안했다. | - 마크 (Mark Tuan)가 작사, 작곡에 참여한 마크 (Mark Tuan) 솔로곡. 〈OMW〉는 '나아가고 있다(on my way)'라는 의미로, '꿈과 성공을 향해 멈추지 않겠다'는 메시지를 전한다. 마크 (Mark Tuan)는 평소 잭슨과 같이 노래 만들자라는 얘기를 자주 했었고 이번 앨범에 솔로곡이 들어간다고 해서 마크가 하고 싶은 곡 느낌을 잭슨한테 얘기해서 트랙을 받고 마크 (Mark Tuan)가 만든 곡이다. 또한 마크 (Mark Tuan)가 혼자 부르면 조금 심플한 것 같아서 잭슨한테 피처링을 제안했다. | - 마크 (Mark Tuan)가 작사, 작곡에 참여한 마크 (Mark Tuan) 솔로곡. 〈OMW〉는 '나아가고 있다(on my way)'라는 의미로, '꿈과 성공을 향해 멈추지 않겠다'는 메시지를 전한다. 마크 (Mark Tuan)는 평소 잭슨과 같이 노래 만들자라는 얘기를 자주 했었고 이번 앨범에 솔로곡이 들어간다고 해서 마크가 하고 싶은 곡 느낌을 잭슨한테 얘기해서 트랙을 받고 마크 (Mark Tuan)가 만든 곡이다. 또한 마크 (Mark Tuan)가 혼자 부르면 조금 심플한 것 같아서 잭슨한테 피처링을 제안했다. |
| 2017 | Artist                                                               | GOT7                                                                 | GOT7                                                                 | GOT7                                                                 | GOT7                                                                 | GOT7 | | | |
| 2017 | 앨범 내용                                                            | 《7 for 7》                                                          | 《7 for 7》                                                          | 《7 for 7》                                                          | 《7 for 7》                                                          | 《7 for 7》 | | | |
| 2017 | 발매일                                                               | 2017.10.10                                                           | 2017.10.10                                                           | 2017.10.10                                                           | 2017.10.10                                                           | 2017.10.10 | | | |
| 2017 | 〈Face〉                                                             | 〈Face〉                                                             | 〈Face〉                                                             | 〈Face〉                                                             | 〈Face〉                                                             | - 잭슨, 마크 (Mark Tuan), 뱀뱀이 랩 메이킹에 참여해 각각의 매력을 살려 애절하고 감미로운 사운드를 완성했다. 서정적인 코드 진행과 기타 리프가 파워풀한 힙합 비트에 믹스된 얼터너티브 힙합 트랙이다. | - 잭슨, 마크 (Mark Tuan), 뱀뱀이 랩 메이킹에 참여해 각각의 매력을 살려 애절하고 감미로운 사운드를 완성했다. 서정적인 코드 진행과 기타 리프가 파워풀한 힙합 비트에 믹스된 얼터너티브 힙합 트랙이다. | - 잭슨, 마크 (Mark Tuan), 뱀뱀이 랩 메이킹에 참여해 각각의 매력을 살려 애절하고 감미로운 사운드를 완성했다. 서정적인 코드 진행과 기타 리프가 파워풀한 힙합 비트에 믹스된 얼터너티브 힙합 트랙이다. | - 잭슨, 마크 (Mark Tuan), 뱀뱀이 랩 메이킹에 참여해 각각의 매력을 살려 애절하고 감미로운 사운드를 완성했다. 서정적인 코드 진행과 기타 리프가 파워풀한 힙합 비트에 믹스된 얼터너티브 힙합 트랙이다. |
| 2017 | Artist                                                               | GOT7                                                                 | GOT7                                                                 | GOT7                                                                 | GOT7                                                                 | GOT7 | | | |
| 2017 | 앨범 내용                                                            | 《FLIGHT LOG : ARRIVAL》                                             | 《FLIGHT LOG : ARRIVAL》                                             | 《FLIGHT LOG : ARRIVAL》                                             | 《FLIGHT LOG : ARRIVAL》                                             | 《FLIGHT LOG : ARRIVAL》 | | | |
| 2017 | 발매일                                                               | 2017.03.13                                                           | 2017.03.13                                                           | 2017.03.13                                                           | 2017.03.13                                                           | 2017.03.13 | | | |
| 2017 | 〈Shopping Mall〉                                                    | 〈Shopping Mall〉                                                    | 〈Shopping Mall〉                                                    | 〈Shopping Mall〉                                                    | 〈Shopping Mall〉                                                    | - 잭슨이 작곡 / 잭슨・JAY B・마크 (Mark Tuan)・뱀뱀이 작사에 참여한 곡. 사랑하는 사람을 떠올리면 마치 쇼핑몰에 입장할 때처럼 설렘이 느껴진다는 위트있는 가사가 인상적인 노래. 어반 스타일이 가미된 일렉트로 힙합 장르의 곡으로, 청량한 멜로디 라인과 세련된 그루브가 어깨를 들썩이게 만든다. | - 잭슨이 작곡 / 잭슨・JAY B・마크 (Mark Tuan)・뱀뱀이 작사에 참여한 곡. 사랑하는 사람을 떠올리면 마치 쇼핑몰에 입장할 때처럼 설렘이 느껴진다는 위트있는 가사가 인상적인 노래. 어반 스타일이 가미된 일렉트로 힙합 장르의 곡으로, 청량한 멜로디 라인과 세련된 그루브가 어깨를 들썩이게 만든다. | - 잭슨이 작곡 / 잭슨・JAY B・마크 (Mark Tuan)・뱀뱀이 작사에 참여한 곡. 사랑하는 사람을 떠올리면 마치 쇼핑몰에 입장할 때처럼 설렘이 느껴진다는 위트있는 가사가 인상적인 노래. 어반 스타일이 가미된 일렉트로 힙합 장르의 곡으로, 청량한 멜로디 라인과 세련된 그루브가 어깨를 들썩이게 만든다. | - 잭슨이 작곡 / 잭슨・JAY B・마크 (Mark Tuan)・뱀뱀이 작사에 참여한 곡. 사랑하는 사람을 떠올리면 마치 쇼핑몰에 입장할 때처럼 설렘이 느껴진다는 위트있는 가사가 인상적인 노래. 어반 스타일이 가미된 일렉트로 힙합 장르의 곡으로, 청량한 멜로디 라인과 세련된 그루브가 어깨를 들썩이게 만든다. |
| 2017 | 〈Go Higher〉                                                        | 〈Go Higher〉                                                        | 〈Go Higher〉                                                        | 〈Go Higher〉                                                        | 〈Go Higher〉                                                        | - JAY B・마크 (Mark Tuan)・뱀뱀・잭슨 작사, JAY B가 작곡에 참여한 곡. 트랩 힙합(Trap Hiphop)을 기반으로 하는 일렉트로닉 사운드가 흥을 돋운다. 마지막 땀 한 방울까지 털어 조금 더 높은 곳으로 올라가고자 하는 열망과 에너지를 느낄 수 있다. 무대에서 폭발하는 'GOT7'의 에너지를 고스란히 담고 있는 노래다. | - JAY B・마크 (Mark Tuan)・뱀뱀・잭슨 작사, JAY B가 작곡에 참여한 곡. 트랩 힙합(Trap Hiphop)을 기반으로 하는 일렉트로닉 사운드가 흥을 돋운다. 마지막 땀 한 방울까지 털어 조금 더 높은 곳으로 올라가고자 하는 열망과 에너지를 느낄 수 있다. 무대에서 폭발하는 'GOT7'의 에너지를 고스란히 담고 있는 노래다. | - JAY B・마크 (Mark Tuan)・뱀뱀・잭슨 작사, JAY B가 작곡에 참여한 곡. 트랩 힙합(Trap Hiphop)을 기반으로 하는 일렉트로닉 사운드가 흥을 돋운다. 마지막 땀 한 방울까지 털어 조금 더 높은 곳으로 올라가고자 하는 열망과 에너지를 느낄 수 있다. 무대에서 폭발하는 'GOT7'의 에너지를 고스란히 담고 있는 노래다. | - JAY B・마크 (Mark Tuan)・뱀뱀・잭슨 작사, JAY B가 작곡에 참여한 곡. 트랩 힙합(Trap Hiphop)을 기반으로 하는 일렉트로닉 사운드가 흥을 돋운다. 마지막 땀 한 방울까지 털어 조금 더 높은 곳으로 올라가고자 하는 열망과 에너지를 느낄 수 있다. 무대에서 폭발하는 'GOT7'의 에너지를 고스란히 담고 있는 노래다. |
| 2016 | Artist                                                               | GOT7                                                                 | GOT7                                                                 | GOT7                                                                 | GOT7                                                                 | GOT7 | | | |
| 2016 | 앨범 내용                                                            | 《FLIGHT LOG : TURBULENCE》                                          | 《FLIGHT LOG : TURBULENCE》                                          | 《FLIGHT LOG : TURBULENCE》                                          | 《FLIGHT LOG : TURBULENCE》                                          | 《FLIGHT LOG : TURBULENCE》 | | | |
| 2016 | 발매일                                                               | 2016.09.27                                                           | 2016.09.27                                                           | 2016.09.27                                                           | 2016.09.27                                                           | 2016.09.27 | | | |
| 2016 | 〈노잼〉                                                             | 〈노잼〉                                                             | 〈노잼〉                                                             | 〈노잼〉                                                             | 〈노잼〉                                                             | - 마크 (Mark Tuan), 유겸, 뱀뱀, 잭슨 작사, 마크 (Mark Tuan), 유겸 작곡. 마크 (Mark Tuan), 유겸이 작곡가 Frants와 의기투합해 만든 곡으로 밝고 신나는 TRAP/힙합 넘버다. 아무리 완벽한 파티라도 네가 없으면 아무런 의미가 없다는 마음을 애교 섞인 투정으로 재미있게 풀어냈다. | - 마크 (Mark Tuan), 유겸, 뱀뱀, 잭슨 작사, 마크 (Mark Tuan), 유겸 작곡. 마크 (Mark Tuan), 유겸이 작곡가 Frants와 의기투합해 만든 곡으로 밝고 신나는 TRAP/힙합 넘버다. 아무리 완벽한 파티라도 네가 없으면 아무런 의미가 없다는 마음을 애교 섞인 투정으로 재미있게 풀어냈다. | - 마크 (Mark Tuan), 유겸, 뱀뱀, 잭슨 작사, 마크 (Mark Tuan), 유겸 작곡. 마크 (Mark Tuan), 유겸이 작곡가 Frants와 의기투합해 만든 곡으로 밝고 신나는 TRAP/힙합 넘버다. 아무리 완벽한 파티라도 네가 없으면 아무런 의미가 없다는 마음을 애교 섞인 투정으로 재미있게 풀어냈다. | - 마크 (Mark Tuan), 유겸, 뱀뱀, 잭슨 작사, 마크 (Mark Tuan), 유겸 작곡. 마크 (Mark Tuan), 유겸이 작곡가 Frants와 의기투합해 만든 곡으로 밝고 신나는 TRAP/힙합 넘버다. 아무리 완벽한 파티라도 네가 없으면 아무런 의미가 없다는 마음을 애교 섞인 투정으로 재미있게 풀어냈다. |
| 2016 | 〈My Home〉                                                          | 〈My Home〉                                                          | 〈My Home〉                                                          | 〈My Home〉                                                          | 〈My Home〉                                                          | - 마크 (Mark Tuan)가 작사, 작곡에 참여한 곡. 트로피컬 하우스와 랫칫 뮤직이 결합된 트렌디한 힙합 곡으로, '너는 내 침대 위 같이 포근해 너는 내 옷장 속처럼 화려해' 등 사랑하는 여자를 나의 집으로 표현한 가사가 색다르게 느껴진다. | - 마크 (Mark Tuan)가 작사, 작곡에 참여한 곡. 트로피컬 하우스와 랫칫 뮤직이 결합된 트렌디한 힙합 곡으로, '너는 내 침대 위 같이 포근해 너는 내 옷장 속처럼 화려해' 등 사랑하는 여자를 나의 집으로 표현한 가사가 색다르게 느껴진다. | - 마크 (Mark Tuan)가 작사, 작곡에 참여한 곡. 트로피컬 하우스와 랫칫 뮤직이 결합된 트렌디한 힙합 곡으로, '너는 내 침대 위 같이 포근해 너는 내 옷장 속처럼 화려해' 등 사랑하는 여자를 나의 집으로 표현한 가사가 색다르게 느껴진다. | - 마크 (Mark Tuan)가 작사, 작곡에 참여한 곡. 트로피컬 하우스와 랫칫 뮤직이 결합된 트렌디한 힙합 곡으로, '너는 내 침대 위 같이 포근해 너는 내 옷장 속처럼 화려해' 등 사랑하는 여자를 나의 집으로 표현한 가사가 색다르게 느껴진다. |
| 2016 | 〈만약에〉                                                           | 〈만약에〉                                                           | 〈만약에〉                                                           | 〈만약에〉                                                           | 〈만약에〉                                                           | - 마크 (Mark Tuan)와 뱀뱀이 작사에 참여한 곡. R&B 장르의 곡으로, '만약에 우리가 만날 수만 있다면, 만약에 내가 니 손 잡을 수 있다면' 등의 가사에서 사랑하는 사람에 대한 진심과 애절한 마음이 느껴진다. 자신의 고백 때문에 행여나 더 멀어질까봐 겁이 나는 감정을 가사로 써내려갔다. | - 마크 (Mark Tuan)와 뱀뱀이 작사에 참여한 곡. R&B 장르의 곡으로, '만약에 우리가 만날 수만 있다면, 만약에 내가 니 손 잡을 수 있다면' 등의 가사에서 사랑하는 사람에 대한 진심과 애절한 마음이 느껴진다. 자신의 고백 때문에 행여나 더 멀어질까봐 겁이 나는 감정을 가사로 써내려갔다. | - 마크 (Mark Tuan)와 뱀뱀이 작사에 참여한 곡. R&B 장르의 곡으로, '만약에 우리가 만날 수만 있다면, 만약에 내가 니 손 잡을 수 있다면' 등의 가사에서 사랑하는 사람에 대한 진심과 애절한 마음이 느껴진다. 자신의 고백 때문에 행여나 더 멀어질까봐 겁이 나는 감정을 가사로 써내려갔다. | - 마크 (Mark Tuan)와 뱀뱀이 작사에 참여한 곡. R&B 장르의 곡으로, '만약에 우리가 만날 수만 있다면, 만약에 내가 니 손 잡을 수 있다면' 등의 가사에서 사랑하는 사람에 대한 진심과 애절한 마음이 느껴진다. 자신의 고백 때문에 행여나 더 멀어질까봐 겁이 나는 감정을 가사로 써내려갔다. |
| 2016 | 〈아파〉                                                             | 〈아파〉                                                             | 〈아파〉                                                             | 〈아파〉                                                             | 〈아파〉                                                             | - 영재가 작사, 마크 (Mark Tuan)・잭슨이 랩 메이킹에 참여한 곡. 떠나간 여자에 대한 그리움을 표현한 R&B 곡으로, '깊이 파고들어와 너의 그 행동 말투 모든 게 다 또렷해져' '바보 같은 내 가슴은 왜 자꾸 이러는 건지' 등의 가사로 헤어진 여자의 행동, 말투, 표정이 자꾸 그려져서 힘들어하는 남자의 심정을 담았다. | - 영재가 작사, 마크 (Mark Tuan)・잭슨이 랩 메이킹에 참여한 곡. 떠나간 여자에 대한 그리움을 표현한 R&B 곡으로, '깊이 파고들어와 너의 그 행동 말투 모든 게 다 또렷해져' '바보 같은 내 가슴은 왜 자꾸 이러는 건지' 등의 가사로 헤어진 여자의 행동, 말투, 표정이 자꾸 그려져서 힘들어하는 남자의 심정을 담았다. | - 영재가 작사, 마크 (Mark Tuan)・잭슨이 랩 메이킹에 참여한 곡. 떠나간 여자에 대한 그리움을 표현한 R&B 곡으로, '깊이 파고들어와 너의 그 행동 말투 모든 게 다 또렷해져' '바보 같은 내 가슴은 왜 자꾸 이러는 건지' 등의 가사로 헤어진 여자의 행동, 말투, 표정이 자꾸 그려져서 힘들어하는 남자의 심정을 담았다. | - 영재가 작사, 마크 (Mark Tuan)・잭슨이 랩 메이킹에 참여한 곡. 떠나간 여자에 대한 그리움을 표현한 R&B 곡으로, '깊이 파고들어와 너의 그 행동 말투 모든 게 다 또렷해져' '바보 같은 내 가슴은 왜 자꾸 이러는 건지' 등의 가사로 헤어진 여자의 행동, 말투, 표정이 자꾸 그려져서 힘들어하는 남자의 심정을 담았다. |
| 2016 | 〈Let Me〉                                                           | 〈Let Me〉                                                           | 〈Let Me〉                                                           | 〈Let Me〉                                                           | 〈Let Me〉                                                           | - 마크 (Mark Tuan)가 작사, 작곡에 참여한 곡. 감미로운 기타 선율이 돋보이는 몽환적인 느낌의 R&B 곡으로, 사랑하는 사람과 푸른 바닷가에서 함께하는 순간을 사랑스럽게 표현했다. | - 마크 (Mark Tuan)가 작사, 작곡에 참여한 곡. 감미로운 기타 선율이 돋보이는 몽환적인 느낌의 R&B 곡으로, 사랑하는 사람과 푸른 바닷가에서 함께하는 순간을 사랑스럽게 표현했다. | - 마크 (Mark Tuan)가 작사, 작곡에 참여한 곡. 감미로운 기타 선율이 돋보이는 몽환적인 느낌의 R&B 곡으로, 사랑하는 사람과 푸른 바닷가에서 함께하는 순간을 사랑스럽게 표현했다. | - 마크 (Mark Tuan)가 작사, 작곡에 참여한 곡. 감미로운 기타 선율이 돋보이는 몽환적인 느낌의 R&B 곡으로, 사랑하는 사람과 푸른 바닷가에서 함께하는 순간을 사랑스럽게 표현했다. |
| 2016 | Artist                                                               | GOT7                                                                 | GOT7                                                                 | GOT7                                                                 | GOT7                                                                 | GOT7 | | | |
| 2016 | 앨범 내용                                                            | 《FLIGHT LOG : DEPARTURE》                                           | 《FLIGHT LOG : DEPARTURE》                                           | 《FLIGHT LOG : DEPARTURE》                                           | 《FLIGHT LOG : DEPARTURE》                                           | 《FLIGHT LOG : DEPARTURE》 | | | |
| 2016 | 발매일                                                               | 2016.03.21                                                           | 2016.03.21                                                           | 2016.03.21                                                           | 2016.03.21                                                           | 2016.03.21 | | | |
| 2016 | 〈못하겠어〉                                                         | 〈못하겠어〉                                                         | 〈못하겠어〉                                                         | 〈못하겠어〉                                                         | 〈못하겠어〉                                                         | - 작사 진영, 랩메이킹 진영・마크 (Mark Tuan), 작곡 진영 참여. 사랑에 빠진 순수한 가사가 담긴 곡으로, 트로피컬한 사운드와 트랩 비트를 바탕으로 한 얼반 댄스곡이다. | - 작사 진영, 랩메이킹 진영・마크 (Mark Tuan), 작곡 진영 참여. 사랑에 빠진 순수한 가사가 담긴 곡으로, 트로피컬한 사운드와 트랩 비트를 바탕으로 한 얼반 댄스곡이다. | - 작사 진영, 랩메이킹 진영・마크 (Mark Tuan), 작곡 진영 참여. 사랑에 빠진 순수한 가사가 담긴 곡으로, 트로피컬한 사운드와 트랩 비트를 바탕으로 한 얼반 댄스곡이다. | - 작사 진영, 랩메이킹 진영・마크 (Mark Tuan), 작곡 진영 참여. 사랑에 빠진 순수한 가사가 담긴 곡으로, 트로피컬한 사운드와 트랩 비트를 바탕으로 한 얼반 댄스곡이다. |
| 2016 | 〈빛이나〉                                                           | 〈빛이나〉                                                           | 〈빛이나〉                                                           | 〈빛이나〉                                                           | 〈빛이나〉                                                           | - 작사 유겸・마크 (Mark Tuan), 랩메이킹 마크 (Mark Tuan)・뱀뱀, 작곡 유겸・마크 (Mark Tuan) 참여. 영화에 나오는 여주인공이 등장할 때 후광이 빛나는 모습을 비유해 노래했다. 이미 나의 여자이지만 다른 남자를 볼 때 질투가 난다며 불안한 마음을 귀엽게 'GOT7'식으로 표현한 듣기 편한 달콤한 노래다. | - 작사 유겸・마크 (Mark Tuan), 랩메이킹 마크 (Mark Tuan)・뱀뱀, 작곡 유겸・마크 (Mark Tuan) 참여. 영화에 나오는 여주인공이 등장할 때 후광이 빛나는 모습을 비유해 노래했다. 이미 나의 여자이지만 다른 남자를 볼 때 질투가 난다며 불안한 마음을 귀엽게 'GOT7'식으로 표현한 듣기 편한 달콤한 노래다. | - 작사 유겸・마크 (Mark Tuan), 랩메이킹 마크 (Mark Tuan)・뱀뱀, 작곡 유겸・마크 (Mark Tuan) 참여. 영화에 나오는 여주인공이 등장할 때 후광이 빛나는 모습을 비유해 노래했다. 이미 나의 여자이지만 다른 남자를 볼 때 질투가 난다며 불안한 마음을 귀엽게 'GOT7'식으로 표현한 듣기 편한 달콤한 노래다. | - 작사 유겸・마크 (Mark Tuan), 랩메이킹 마크 (Mark Tuan)・뱀뱀, 작곡 유겸・마크 (Mark Tuan) 참여. 영화에 나오는 여주인공이 등장할 때 후광이 빛나는 모습을 비유해 노래했다. 이미 나의 여자이지만 다른 남자를 볼 때 질투가 난다며 불안한 마음을 귀엽게 'GOT7'식으로 표현한 듣기 편한 달콤한 노래다. |
| 2015 | Artist                                                               | GOT7                                                                 | GOT7                                                                 | GOT7                                                                 | GOT7                                                                 | GOT7 | | | |
| 2015 | 앨범 내용                                                            | 《MAD》                                                              | 《MAD》                                                              | 《MAD》                                                              | 《MAD》                                                              | 《MAD》 | | | |
| 2015 | 발매일                                                               | 2015.09.29                                                           | 2015.09.29                                                           | 2015.09.29                                                           | 2015.09.29                                                           | 2015.09.29 | | | |
| 2015 | 〈느낌이 좋아〉                                                      | 〈느낌이 좋아〉                                                      | 〈느낌이 좋아〉                                                      | 〈느낌이 좋아〉                                                      | 〈느낌이 좋아〉                                                      | - 느낌이 좋아"는 비트박스와 강한 신스 베이스가 어우러진 얼반 팝 장르의 곡이다. 팝적인 멜로디 라인과 'GOT7'의 매력이 더해져 신나는 리듬이 인상적이다. 잭슨과 마크 (Mark Tuan)가 랩 메이킹에 참여했다. | - 느낌이 좋아"는 비트박스와 강한 신스 베이스가 어우러진 얼반 팝 장르의 곡이다. 팝적인 멜로디 라인과 'GOT7'의 매력이 더해져 신나는 리듬이 인상적이다. 잭슨과 마크 (Mark Tuan)가 랩 메이킹에 참여했다. | - 느낌이 좋아"는 비트박스와 강한 신스 베이스가 어우러진 얼반 팝 장르의 곡이다. 팝적인 멜로디 라인과 'GOT7'의 매력이 더해져 신나는 리듬이 인상적이다. 잭슨과 마크 (Mark Tuan)가 랩 메이킹에 참여했다. | - 느낌이 좋아"는 비트박스와 강한 신스 베이스가 어우러진 얼반 팝 장르의 곡이다. 팝적인 멜로디 라인과 'GOT7'의 매력이 더해져 신나는 리듬이 인상적이다. 잭슨과 마크 (Mark Tuan)가 랩 메이킹에 참여했다. |
| 2015 | 〈GOOD〉                                                             | 〈GOOD〉                                                             | 〈GOOD〉                                                             | 〈GOOD〉                                                             | 〈GOOD〉                                                             | - "GOOD"은 디스코와 펑키 장르의 요소가 적절히 믹스된 곡이다. 후렴구의 독특한 스트링과 재치있는 가사가 기타, 베이스, 신스 사운드와 조화를 이루며 듣는 재미를 더한다. 잭슨과 마크 (Mark Tuan)가 랩 메이킹에 참여했다. | - "GOOD"은 디스코와 펑키 장르의 요소가 적절히 믹스된 곡이다. 후렴구의 독특한 스트링과 재치있는 가사가 기타, 베이스, 신스 사운드와 조화를 이루며 듣는 재미를 더한다. 잭슨과 마크 (Mark Tuan)가 랩 메이킹에 참여했다. | - "GOOD"은 디스코와 펑키 장르의 요소가 적절히 믹스된 곡이다. 후렴구의 독특한 스트링과 재치있는 가사가 기타, 베이스, 신스 사운드와 조화를 이루며 듣는 재미를 더한다. 잭슨과 마크 (Mark Tuan)가 랩 메이킹에 참여했다. | - "GOOD"은 디스코와 펑키 장르의 요소가 적절히 믹스된 곡이다. 후렴구의 독특한 스트링과 재치있는 가사가 기타, 베이스, 신스 사운드와 조화를 이루며 듣는 재미를 더한다. 잭슨과 마크 (Mark Tuan)가 랩 메이킹에 참여했다. |
| 2015 | Artist                                                               | GOT7                                                                 | GOT7                                                                 | GOT7                                                                 | GOT7                                                                 | GOT7 | | | |
| 2015 | 앨범 내용                                                            | 《Just Right》                                                       | 《Just Right》                                                       | 《Just Right》                                                       | 《Just Right》                                                       | 《Just Right》 | | | |
| 2015 | 발매일                                                               | 2015.07.13                                                           | 2015.07.13                                                           | 2015.07.13                                                           | 2015.07.13                                                           | 2015.07.13 | | | |
| 2015 | 〈Back To Me〉                                                       | 〈Back To Me〉                                                       | 〈Back To Me〉                                                       | 〈Back To Me〉                                                       | 〈Back To Me〉                                                       | - 그루브 가득하고 Funky한 트랙 위에 GOT7만의 상큼하고 청량한 에너지가 섞여 또 다른 매력을 선사해주는 곡. 마크 (Mark Tuan)와 잭슨이 랩 메이킹에 참여했다. | - 그루브 가득하고 Funky한 트랙 위에 GOT7만의 상큼하고 청량한 에너지가 섞여 또 다른 매력을 선사해주는 곡. 마크 (Mark Tuan)와 잭슨이 랩 메이킹에 참여했다. | - 그루브 가득하고 Funky한 트랙 위에 GOT7만의 상큼하고 청량한 에너지가 섞여 또 다른 매력을 선사해주는 곡. 마크 (Mark Tuan)와 잭슨이 랩 메이킹에 참여했다. | - 그루브 가득하고 Funky한 트랙 위에 GOT7만의 상큼하고 청량한 에너지가 섞여 또 다른 매력을 선사해주는 곡. 마크 (Mark Tuan)와 잭슨이 랩 메이킹에 참여했다. |

#### 일본
| 2019 | Artist                                    | GOT7                                             | GOT7                                             | GOT7                                             | GOT7                                             | GOT7 | | | |
| 2019 | 앨범명                                    | 《I WON'T LET YOU GO (마크 (Mark Tuan) & 뱀뱀)》 | 《I WON'T LET YOU GO (마크 (Mark Tuan) & 뱀뱀)》 | 《I WON'T LET YOU GO (마크 (Mark Tuan) & 뱀뱀)》 | 《I WON'T LET YOU GO (마크 (Mark Tuan) & 뱀뱀)》 | 《I WON'T LET YOU GO (마크 (Mark Tuan) & 뱀뱀)》 | | | |
| 2019 | 발매일                                    | 2019.01.30                                       | 2019.01.30                                       | 2019.01.30                                       | 2019.01.30                                       | 2019.01.30 | | | |
| 2019 | 〈COLD〉 - 마크 (Mark Tuan), 뱀뱀         | 〈COLD〉 - 마크 (Mark Tuan), 뱀뱀                | 〈COLD〉 - 마크 (Mark Tuan), 뱀뱀                | 〈COLD〉 - 마크 (Mark Tuan), 뱀뱀                | 〈COLD〉 - 마크 (Mark Tuan), 뱀뱀                | - 뱀뱀이 작사・작곡에 참여한 마크 (Mark Tuan), 뱀뱀의 유닛곡. - 마크 (Mark Tuan)가 뱀뱀에게 "너 하고 싶은 거 다 해" 라고 말해주고 뱀뱀이 유닛곡, 의상, 악세사리, 헤어스타일 등을 기획했다. - 트렌디하고 센 힙합곡으로 마크 (Mark Tuan)와 뱀뱀의 자신감과 여유를 흥겹게 즐길 수 있는 곡. | - 뱀뱀이 작사・작곡에 참여한 마크 (Mark Tuan), 뱀뱀의 유닛곡. - 마크 (Mark Tuan)가 뱀뱀에게 "너 하고 싶은 거 다 해" 라고 말해주고 뱀뱀이 유닛곡, 의상, 악세사리, 헤어스타일 등을 기획했다. - 트렌디하고 센 힙합곡으로 마크 (Mark Tuan)와 뱀뱀의 자신감과 여유를 흥겹게 즐길 수 있는 곡. | - 뱀뱀이 작사・작곡에 참여한 마크 (Mark Tuan), 뱀뱀의 유닛곡. - 마크 (Mark Tuan)가 뱀뱀에게 "너 하고 싶은 거 다 해" 라고 말해주고 뱀뱀이 유닛곡, 의상, 악세사리, 헤어스타일 등을 기획했다. - 트렌디하고 센 힙합곡으로 마크 (Mark Tuan)와 뱀뱀의 자신감과 여유를 흥겹게 즐길 수 있는 곡. | - 뱀뱀이 작사・작곡에 참여한 마크 (Mark Tuan), 뱀뱀의 유닛곡. - 마크 (Mark Tuan)가 뱀뱀에게 "너 하고 싶은 거 다 해" 라고 말해주고 뱀뱀이 유닛곡, 의상, 악세사리, 헤어스타일 등을 기획했다. - 트렌디하고 센 힙합곡으로 마크 (Mark Tuan)와 뱀뱀의 자신감과 여유를 흥겹게 즐길 수 있는 곡. |
| 2018 | Artist                                    | GOT7                                             | GOT7                                             | GOT7                                             | GOT7                                             | GOT7 | | | |
| 2018 | 앨범명                                    | 《THE New Era (마크 (Mark Tuan) & 진영 & 유겸)》 | 《THE New Era (마크 (Mark Tuan) & 진영 & 유겸)》 | 《THE New Era (마크 (Mark Tuan) & 진영 & 유겸)》 | 《THE New Era (마크 (Mark Tuan) & 진영 & 유겸)》 | 《THE New Era (마크 (Mark Tuan) & 진영 & 유겸)》 | | | |
| 2018 | 발매일                                    | 2018.06.20                                       | 2018.06.20                                       | 2018.06.20                                       | 2018.06.20                                       | 2018.06.20 | | | |
| 2018 | 〈2(TWO)〉 - 마크 (Mark Tuan), 진영, 유겸 | 〈2(TWO)〉 - 마크 (Mark Tuan), 진영, 유겸        | 〈2(TWO)〉 - 마크 (Mark Tuan), 진영, 유겸        | 〈2(TWO)〉 - 마크 (Mark Tuan), 진영, 유겸        | 〈2(TWO)〉 - 마크 (Mark Tuan), 진영, 유겸        | - 마크 (Mark Tuan), 진영, 유겸이 작사・작곡에 참여한 유닛곡. - 분위기 있는 R&B 곡 | - 마크 (Mark Tuan), 진영, 유겸이 작사・작곡에 참여한 유닛곡. - 분위기 있는 R&B 곡 | - 마크 (Mark Tuan), 진영, 유겸이 작사・작곡에 참여한 유닛곡. - 분위기 있는 R&B 곡 | - 마크 (Mark Tuan), 진영, 유겸이 작사・작곡에 참여한 유닛곡. - 분위기 있는 R&B 곡 |

## 기사・인터뷰

### 마크 투안 (Mark Tuan)
| 연도 | Artist                | 제목                                                                             | 제공                  |
| ---- | --------------------- | -------------------------------------------------------------------------------- | --------------------- |
| 2022 | Mark Tuan (마크 투안) | 갓세븐 마크의 아침                                                               | Harper's BAZAAR Korea |
| 2022 | Mark Tuan (마크 투안) | 마크(Mark Tuan)가 슬쩍 귀띔해준 갓세븐(GOT7)의 새 앨범과 본인의 솔로 앨범 콘셉트 | 에스콰이어 코리아     |
| 2019 | Mark Tuan (마크 투안) | 마크 "다시 태어나도 갓세븐으로 데뷔하고 싶어"                                    | 엑스포츠뉴스          |
| 2018 | Mark Tuan (마크 투안) | BABY, IT’S COLD OUTSIDE                                                          | allure korea          |
| 2016 | Mark Tuan (마크 투안) | 갓세븐 #마크                                                                     | GQ                    |

### GOT7
| 연도 | Artist | 기사 인터뷰 | 제목                                                                 | 앨범명                          | 제공           |
| ---- | ------ | ----------- | -------------------------------------------------------------------- | ------------------------------- | -------------- |
| 2021 | GOT7   | 음반        | 갓세븐, 신곡 '앙코르'에 담은 약속…"널 위해 부를게, 남아있는 날도"    | 《Encore》                      | 조이뉴스24     |
| 2021 | GOT7   | 음반        | 갓세븐 진영, 신곡 ‘앙코르’ 작사-작곡 소감 “팬들께 마음 전하려 쓴 곡” | 《Encore》                      | 한국경제       |
| 2021 | GOT7   | 음반        | 갓세븐, 완전체 신곡 '앙코르' 깜짝 발표 "갓세븐은 영원하다"           | 《Encore》                      | 헤럴드POP      |
| 2021 | GOT7   | 음반        | 갓세븐, JYP 떠났다 “아가새 위한 음악 계속” (손편지 전문)             | 《Encore》                      | MK스포츠       |
| 2020 | GOT7   | 음반        | (투데이IS) GOT7, 2년만 정규 컴백…직접 소개하는 자작곡                | 《Breath of Love : Last Piece》 | 일간스포츠     |
| 2018 | GOT7   | 음반        | 갓세븐 마크, 솔로곡 ‘OMW’ MV 공개…비현실적 매력 ‘시선압도’           | 《Present : YOU》               | MK스포츠       |
| 2018 | GOT7   | 음반        | (S종합) 갓세븐, “이유 있는 자신감” 7人7色 매력 담은 앨범으로 컴백    | 《Present : YOU》               | 스타데일리뉴스 |
| 2017 | GOT7   | 음반        | (스타캐스트) GOT7의 숫자 7, for 7                                    | 《7 for 7》                     | 네이버         |
| 2017 | GOT7   | 음반        | (읽는신곡) "자유 비행 시작"...GOT7, '성장'을 증명하다                | 《7 for 7》                     | 스포츠조선     |

## 참여 음반
| 연도   | Artist                | 참고 문서                    |
| ------ | --------------------- | ---------------------------- |
| 2014 ~ | Mark Tuan (마크 투안) | - Mark Tuan의 참여 음반 목록 |